# 오리온 성운
오리온 성운(오리온 대성운, M42, NGC 1976)은 오리온자리의 오리온 띠 부근에 있는 우리 은하의 대표적인 확산 성운이다. 일부 문헌에서는 대성운이나 오리온 대성운이라고도 한다. 지구에서 대략 1,344 ± 20 광년 거리에 있다. 하늘에 보이는 성운 중 가장 밝은 성운 중 하나이며 밤하늘에서도 육안으로 관측 가능하다. 오리온 성운은 지구에서 제일 가까운 항성 형성 밀집 지대다. 성운 지름은 대략 24광년으로 추정하며, 질량은 대략 태양의 2천 배 가량이다.
오리온 성운은 밤하늘에서 가장 정밀한 조사를 거치고 자세히 관측하며 연구한 천체 가운데 하나다. 오리온 성운 연구를 통해 가스와 먼지 구름에서 항성과 행성 형성에 관해 많은 것을 밝혔다. 또한 천문학자들은 오리온 성운에서 원시 행성계 원반, 갈색왜성, 가스의 난류 움직임, 성운에 있는 거대 항성 인근의 광이온화 효과 등을 관측하였다.

## 특성

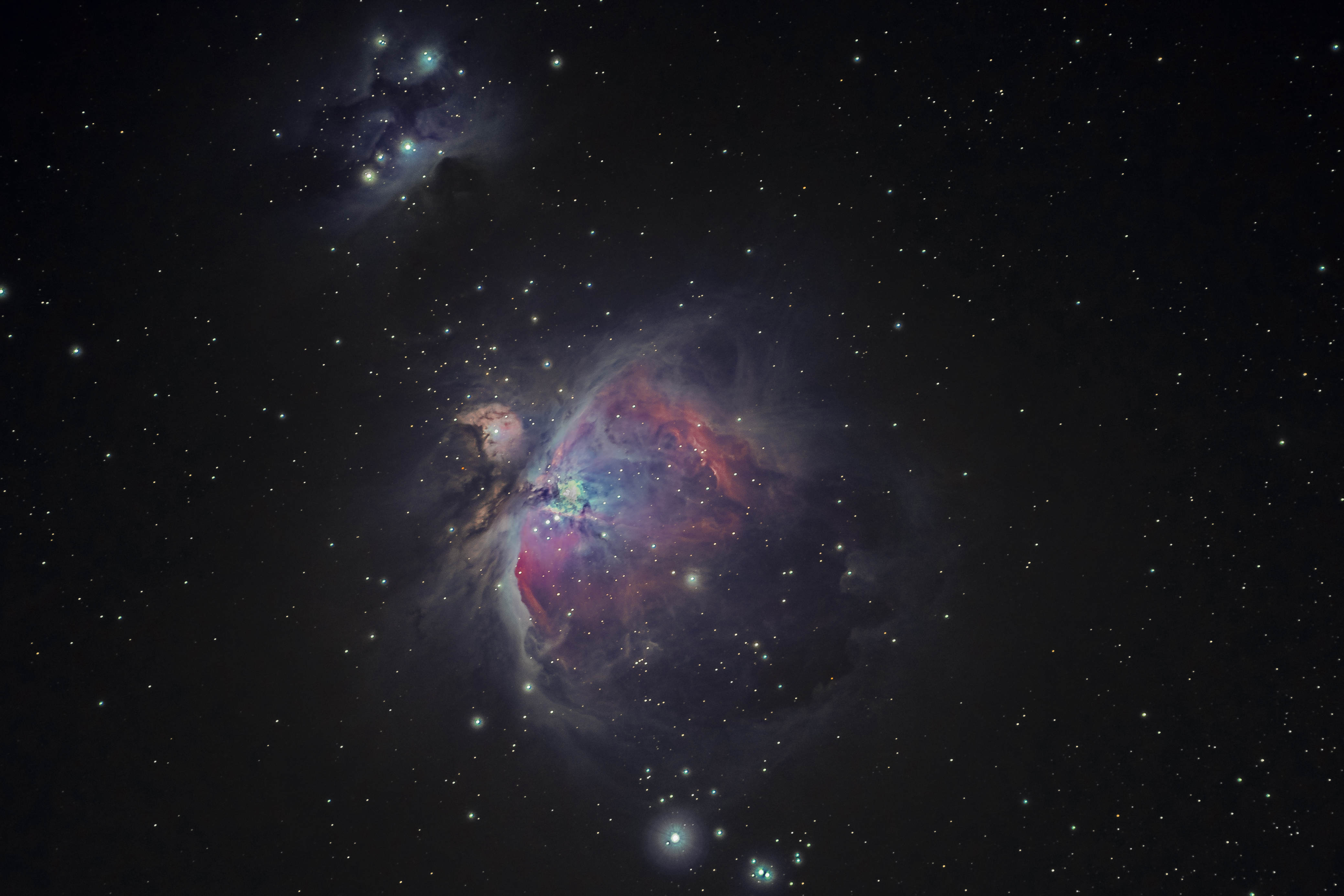
중거리 디지털 카메라로 촬영한 오리온 성운의 아마추어 천문가 사진.

오리온 성운은 일부 광공해 피해를 받는 지역에서도 육안으로 관측 가능할 정도로 밝다. 오리온 띠 남쪽에 있는 3개의 별인 "소삼태성"의 중간에 별처럼 보이는 것이 오리온 성운이다. 육안으로는 흐릿하게 별처럼 보이며, 쌍안경이나 망원경을 통해서 그 모습을 상세하게 볼 수 있다. 중심부의 최대 겉보기 밝기는 17 Mag/arcsec²이며 바깥쪽의 청색광 지역의 최대 밝기는 21.3 Mag/arcsec²에 달한다.

## 트라페지움 (오리온 자리 세타 별)
트라페지움은 오리온 대성운 안에 있는 작은 산개성단으로 태어난 지 얼마 안 된 푸른 별들의 집단이다. 푸른 별의 집단으로 대표적인 천체 대상은 M45(플라이아데스 성단)이다.
트라페지움 성단에는 8개의 별이 있는데 그중 4개(트라페지움A,B,C,D별)는 소형 망원경으로도 쉽게 볼 수 있고 사다리꼴 모양을 이루고 있다. 나머지 4개 중 2개(트라페지움E,F별)는 시상이 좋은 날, 망원경으로 볼 수 있고, 마지막 2개(G,H별)는 35인치 이상의 망원경으로 볼 수 있다.

트라페지움이 자리 잡은 중심에서부터 넓은 범위로 퍼져있는데, 트라페지움 성단을 이루는 별들이 만드는 복사압에 의해서 분자 구름이 중심부에서 바깥으로 퍼져나가는 중이라고 한다. 분자 구름이 복사압을 타고 퍼져나가며 불규칙하게 흐르게 되면서 성운 주위에 소용돌이를 형성하게 된다. 중력으로 수축되어 작은 별들을 형성하거나 기원이 다른 별들에게 에너지원을 제공하고 있다.

## 오리온자리의 다른 대상들
오리온자리는 수소 구름으로 둘러싸여 있는 별자리이다. 그래서 많은 성운을 관측할 수 있다. 대표적으로 관측되는 성운은 반사성운, 발광성운이다.
- 메시에 78:삼태성 왼쪽 별 북쪽
- 말머리 성운:삼태성 왼쪽 별 아래
- 런닝맨 성운:오리온 대성운 위의 반사성운
- 마녀 성운:오리온자리에서 서쪽으로 떨어진 반사성운
- 메시에 43:오리온 대성운 중 위의 성운

## 같이 보기
- 바너드 루프
- 불꽃 성운
- 말머리 성운
- 메시에 천체 목록
- 드 모이란 성운
- 메시에 78
- 신판일반목록
- 오리온자리 분자운 복합체
- 오리온자리 OB1 성협